# Малышево (Сузунский район)
Малышево — село в Сузунском районе Новосибирской области России. Административный центр Малышевского сельсовета.

## География
Площадь села — 57 гектаров.

## Население
| 2002 | 2007 | 2010 |
| ---- | ---- | ---- |
| 741  | ↘680 | ↘624 |

## Инфраструктура
В села по данным на 2007 год функционируют 1 учреждение здравоохранения и 2 учреждения образования.